# مویرای
مویرای (به یونانی: Μοῖραι) در دین و اسطوره‌شناسی یونانی، سه الههٔ سرنوشت هستند.
دختران زئوس و تمیس بودند و به ترتیب اتروپوس (گریزناپذیر) خواهر بزرگ، لاکسیس (قرعه) و کلوتو (بافنده) نامیده می‌شدند. آن‌ها در اسطوره‌شناسی روم باستان به ترتیب با مورتا، دسیما و نونا قابل قیاس هستند. مویرای الهه‌های سرنوشت بودند که برای تقدیر اجتناب‌ناپذیر همهٔ انسان‌ها و موجودات زنده از بدو تولد تا لحظهٔ مرگ تصمیم می‌گرفتند.
کلوتو ریسمانی می‌ریسید. دیگری که نامش لاکسیس بود تا آن اندازه که دلش می‌خواست آن را می‌کشید و دراز می‌کرد. سومی یعنی آتروپوس یک جای ریسمان را می‌برید. آن ریسمان را زندگی آدمیزاد می‌پنداشتند. سه ایزدبانوی سرنوشت مقرر می‌داشتند که هر کس چه وقت به دنیا بیاید، چه اندازه زیست کنند، و چه وقت بمیرد. به گفته اساطیر یونانی حتی رئیس و شاه خدایان هم نمی‌توانست کاری کنند که ایزدبانوان سرنوشت تصمیم خود را عوض کنند.
هیچ‌کس به درستی نمی‌داند مویرای‌ها به چه میزان قدرت داشتند، اما آن‌ها اغلب از دستورهای زئوس و دیگر ایزدان نافرمانی می‌کردند. با وجود اینکه دیگر ایزدان قادر متعال و نامیرا بودند، حتی همسر زئوس، هرا نیز دلیلی برای هراس از آن‌ها داشت. در اساطیر رومی مطابق با فاتا هستند. آن‌ها اغلب به شکل عجوزه‌هایی زشت، سرد و بی‌روح تصویر می‌شدند.
وضعیت پدر و مادر الهه‌های سرنوشت به مانند معمایی می‌باشد. آن‌ها ایزدبانوانی بسیار حائز اهمیت بودند اما هنوز به‌طور دقیق مشخص نیست که پدر و مادر آن‌ها کیست. بر طبق تبارنامهٔ خدایان شاعر یونانی هزیود، سه خواهر، دختران اربوس (تاریکی) و نوکس (شب) بودند. روایات دیگر آن‌ها را دختران پادشاه ایزدان زئوس و ایزدبانوی عدالت تمیس می‌پندارند. اگرچه برخی روایات آنانکی (ضرورت) تجسم شخصیت سرنوشت، را به عنوان مادرشان ذکر کردند.